# Other traces
|  | Denne artikel er oprettet af botten PalnaBot ud fra en ekstern database. Den kan derfor have sproglige fejl eller mangler. Denne skabelon kan fjernes efter kontrol af indholdet. |

Other traces er en film instrueret af Knud Vesterskov, Lene Børglum.

## Handling
Betragteren må bevæge sig ind i et fixérbillede af tumult og derinde lægge mærke til, hvordan folk kan finde sammen. Der er de slagne veje, men også de ANDRE SPOR. De andre spor vi må gå ad, udenfor offentligheden. Vi må blæse gennem et kæmpestort fixérbillede - kun iført håb og hud... kød og gråd.